# 沃莫峰 (2662米)
46°32′40″N 8°46′38″E / 46.544557°N 8.777154°E

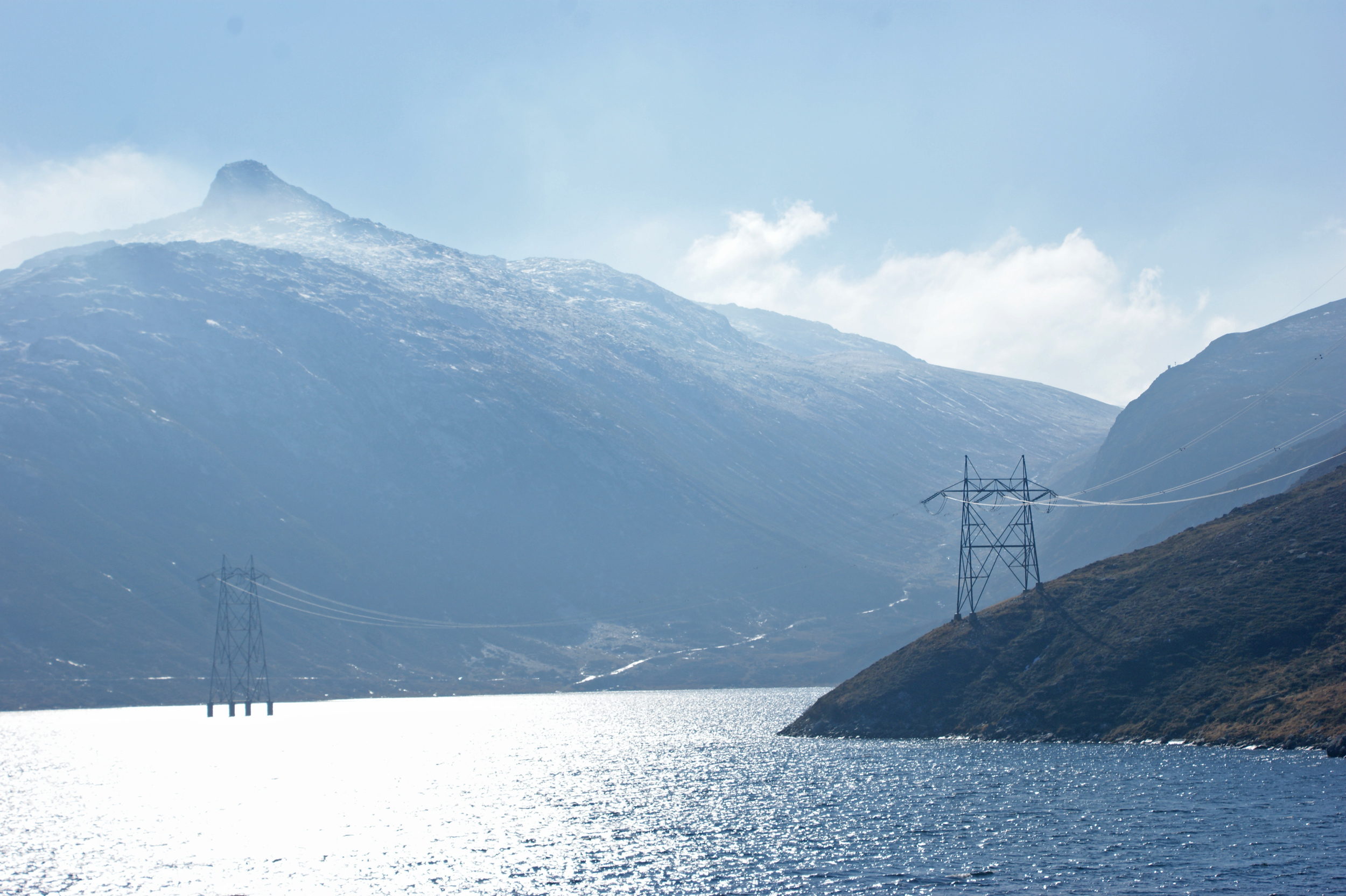

沃莫峰（Pizzo dell’Uomo），是瑞士的山峰，位於該國南部，由提契諾州負責管轄，屬於勒蓬廷山的一部分，該山峰海拔高度2,662米，每年平均降雨量2,204毫米。